# 瓦尔任阿雷格里
瓦尔任阿雷格里是巴西米纳斯吉拉斯州的一个市镇。总面积116.614平方公里，总人口6808人，人口密度58.4人/平方公里。